# Real Love (Maxisingle/EP)
Real Love (englisch Wahre Liebe) ist eine am 4. März 1996 veröffentlichte CD-Maxisingle (vormals: EP) der britischen Rockband The Beatles. Es war die 16. und letzte EP der Beatles in Großbritannien und die dritte EP, die auf Apple (Katalognummer R 6425) veröffentlicht wurde. Die CD-Maxisingle wurde ebenfalls in den USA und Deutschland am 5. März 1996 veröffentlicht. Das Lied Real Love stammt vom Album Anthology 2.

## Hintergrund
Die Veröffentlichung der CD-Maxisingle und Single Real Love erfolgte zwei Wochen nach dem Erscheinen des Albums Anthology 2 am 18. März 1996. Die EP enthält drei Lieder, die sich nicht auf dem Album Anthology 2 befinden und bis dato lediglich auf dieser CD-Maxisingle erhältlich sind. Darüber hinaus wurde Real Love auch als 7″-Vinyl-Single und in Europa auch als CD-Single veröffentlicht. Die 7″-Vinyl-Single/CD-Single enthält die Lieder Real Love / Baby’s in Black.
Am 16. März 1996 stieg die CD-Maxi/Single in die britischen Single-Charts ein; insgesamt hielt sich Real Love sieben Wochen in den Single-Charts und erreichte Platz 4. In der ersten Woche wurden 50.000 Exemplare verkauft. In den USA erreichte die Single Platz 11 und in Deutschland Platz 45 in den Single-Charts.
Da Real Love kaum von BBC Radio 1 gespielt wurde, gab Paul McCartney am 9. März 1996 eine Erklärung in der englischen Zeitung Daily Mirror ab:
“The Beatles don’t need our new single, Real Love, to be a hit. It’s not as if our careers depend on it. If Radio 1 feels that we should be banned now, it’s not exactly going to ruin us overnight. You can’t put an age limit on good music. It’s very heartening to know that, while the kindergarten kings of Radio 1 may think The Beatles are too old to come out to play, a lot of younger British bands don’t seem to share that view. I’m forever reading how bands like Oasis are openly crediting The Beatles as inspiration, and I’m pleased that I can hear The Beatles in a lot of the music around today. As Ringo said to me about all this, who needs Radio 1 when you’ve got all the independent stations?”
In einer Presseerklärung gaben McCartney, Harrison und Starr am 17. Oktober 1996 bekannt, dass es keine weiteren gemeinsamen Aufnahmen geben wird, somit sollte Real Love das letzte neuaufgenommene Lied und die letzte Single sein, die die Beatles offiziell veröffentlichten. Im November 2023 wurde dann der in 2022 von Paul McCartney und Ringo Starr fertiggestellte Song Now and Then als Beatles-Single veröffentlicht.

## Covergestaltung
Das Cover entwarf Richard Ward/The Team. Der Rückseitencovertext wurde von Mark Lewisohn verfasst.

## Titelliste
1. Real Love (Lennon) – 3:54
  - Aufgenommen im Februar 1995 in den Hog Hill Studios, Sussex. Gesungen von John Lennon.
2. Baby’s in Black (Lennon/McCartney) – 2:51
  - Live aufgenommen am 30. August 1965 im US-amerikanischen Amphitheater Hollywood Bowl, Los Angeles. Die Ansage am Anfang des Liedes stammt vom Vortageskonzert im Hollywood Bowl. Gesungen von John Lennon und Paul McCartney. Baby’s in Black wurde erst im September 2016 auf der Wiederveröffentlichung von The Beatles at the Hollywood Bowl in einer neuen Abmischung veröffentlicht.
3. Yellow Submarine (Lennon/McCartney) – 2:48
  - Aufgenommen am 26. Mai und 1. Juni 1966 in den Abbey Road Studios. Gesungen von Ringo Starr, die Originalversion stammt vom Album Revolver. Diese Version von Yellow Submarine beginnt mit einer gesprochenen Einleitung von Ringo Starr, wobei im Hintergrund „Marschgeräusche“ zu hören sind. Während des Liedes sind die Geräuscheffekte deutlich hörbar in den Vordergrund gemischt worden.
4. Here, There and Everywhere (Lennon/McCartney) – 2:33
  - Aufgenommen am 14., 16. und 17. Juni 1966 in den Abbey Road Studios. Gesungen von den Paul McCartney, die Originalversion stammt vom Album Revolver. Bei dieser Version handelt es sich um eine neue Abmischung, das Lied beginnt mit einer Monoversion von Take 7 (siebter Aufnahmeversuch) bei dem McCartney alleine singt; das Lied endet mit Take 13, bei dem der 1995 neu abgemischte Harmoniegesang darübergemischt wurde.

## Wiederveröffentlichungen
Die EP Real Love wurde bisher nicht wiederveröffentlicht.